# Кошево (Вологодская область)
Кошево — упразднённая деревня в Верховажском районе Вологодской области России.

## География
Находилась в северной части области, в подзоне средней тайги, в пределах южной части Важско-Кулойской низины, на левом берегу реки Ваги.

### Климат
Климат характеризуется как умеренно континентальный. Среднегодовая температура воздуха — +1,8 °C. Абсолютный минимум температуры воздуха составляет −46 °C; абсолютный максимум — +37 °C. Безморозный период длится 110 - 115 дней. Среднегодовое количество атмосферных осадков составляет 637 мм. В течение года преобладают ветра юго-западного направления.

## История
В «Списке населенных мест Вологодской губернии по сведениям 1859 года» населённый пункт упомянут как удельная деревня Рябково (Кошева) Вельского уезда, расположенная в 38,5 верстах от уездного города. В деревне имелось 10 дворов и проживало 73 человека (37 мужчин и 36 женщин). В 1881 году входила в состав Верховской волости.
По данным 1926 года в деревне имелось 19 домохозяйств и проживало 108 человек (44 мужчины и 64 женщины.
По состоянию на 1 января 1973 года в составе Верховажского сельсовета .
Исключена из учётных данных в 1998 году в связи с вхождением в границы села Верховажье.